# Pixu - Il marchio del maligno
(Josh Kalos)
Pixu - Il marchio del maligno è un fumetto horror dell'anno 2010 scritto e disegnato da Vasilis Lolos, Fabio Moon, Gabriel Bá e Becky Cloonan edito dalla casa editrice Comma 22 nella collana Dark Horse Books.

## Trama
All'interno di una casa cinque inquilini vivono ciascuno una esperienza terrificante.

## Personaggi
- Il Maligno (o Diavolo) è il vero protagonista della storia. Non ha né forma né voce, e si insidia nelle vite dei personaggi, suscitando paura, amore non corrisposto, nostalgia, depressione, pazzia e perfidia. Sembra che esso muoia al termine della storia, con l'incendio e il crollo della casa.
- Sig. Cafard è l'inquilino più anziano della casa, nonché grande esperto nel Voodoo e arti magiche occulte. Nel suo appartamento vive anche la bambina Katerina che, presumibilmente, è sua nipote. È il personaggio più crudele della storia.
- Katerina è la piccola nipote del Signor Cafard, ed è il personaggio più sensibile e "innocente" della storia. È segretamente innamorata del professor Castillo. Sembra vincolata al nonno tramite una specie di talismano che quest'ultimo porta al collo, e che sembra incidere sulla giovinezza della nipote.
- Josh Kalos è il primo personaggio che incontra il Maligno, ed è anche colui che si dà più da fare per distruggerlo. Tutte le mattine, infatti, si lava e si pulisce continuamente per restare più in contatto con Dio, e quindi non cedere al potere del Maligno. Le sue azioni, però, lo porteranno ben presto alla pazzia, tanto da uccidere l'amministratore condominiale. Egli sembra morire prima degli altri personaggi e apparentemente è lui che riesce a distruggere il maligno.